# Artjoms Rudņevs
Artjoms Rudņevs [ˈrʉdɲɛvs] (russisch Артём Руднев ‚Artjom Rudnew‘; * 13. Januar 1988 in Daugavpils, Lettische SSR, Sowjetunion) ist ein ehemaliger lettischer Fußballspieler. Für den Hamburger SV, Hannover 96 und den 1. FC Köln kam er zwischen 2012 und 2017 in 108 Bundesligaspielen zum Einsatz, in denen er 22 Tore erzielte. Zudem war er zwischen 2008 und 2017 in der lettischen Nationalmannschaft aktiv.

## Karriere

### Vereine

#### In Lettland und Ungarn
Aus der Jugend von Ditton Daugavpils, dem Verein aus seiner Geburtsstadt, hervorgegangen, begann Rudņevs 2005 dort auch seine Profikarriere. Der Verein, der 2006 in FC Daugava Daugavpils umbenannt wurde, belegte in den drei Spielzeiten mit Rudņevs in der Virslīga, der höchsten Spielklasse Lettlands, jeweils den fünften Tabellenplatz und gewann 2008 den Latvijas Kauss futbolā, den nationalen Vereinspokal.
Im Februar 2009 wechselte Rudņevs nach Ungarn zum Erstligisten Zalaegerszegi TE FC, mit dem er 2010 den fünften Platz erreichte. Durch den Einzug ins Pokalfinale, das mit 2:3 gegen Debreceni VSC verloren wurde, qualifizierte sich Zalaegerszegi für die Europa League.

#### In Polen

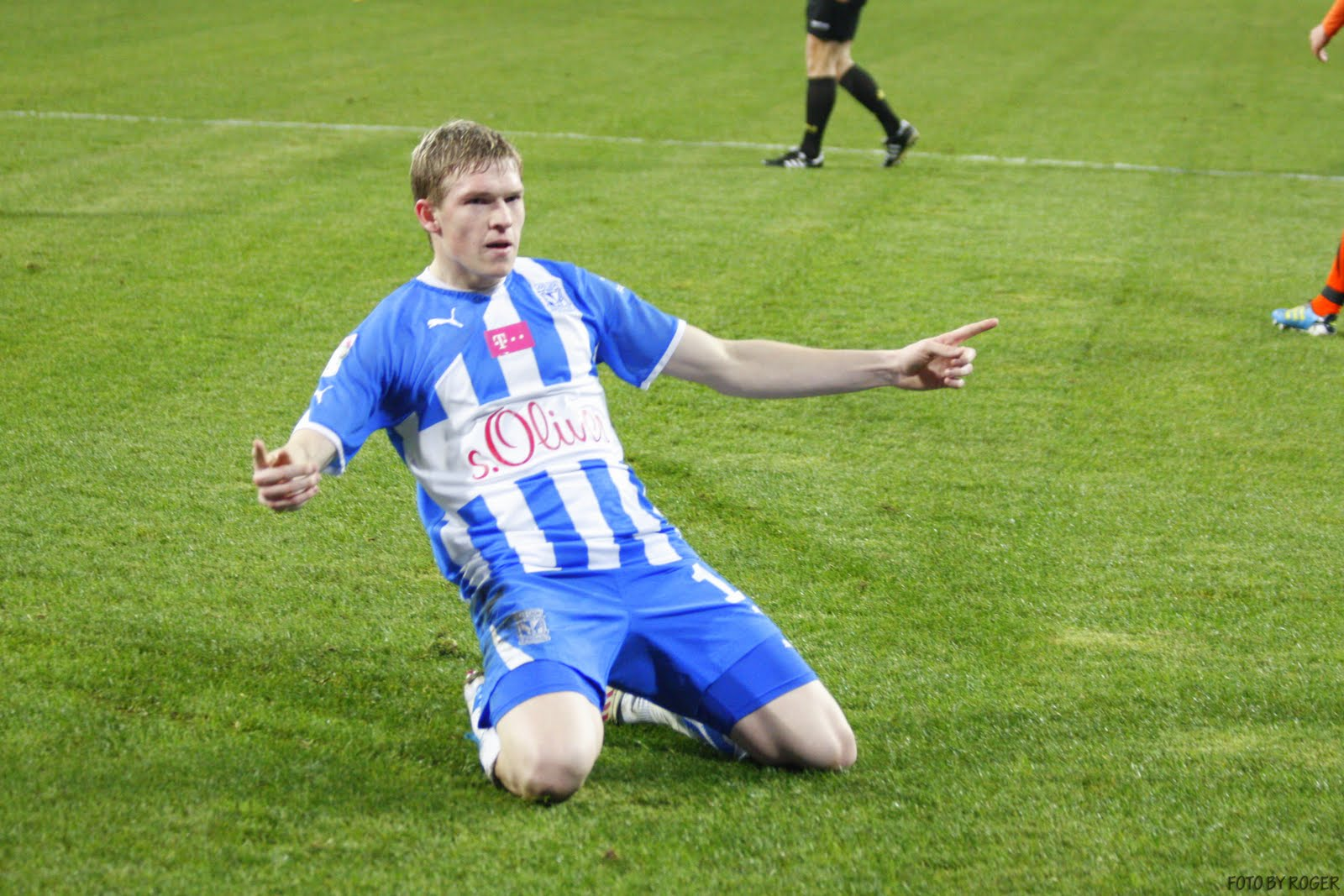
Artjoms Rudņevs in Jubelpose (2011)

Nach den zwei Spielen in der ersten Qualifikationsrunde zur Europa League wechselte Rudņevs nach Polen zum Erstligisten Lech Posen. Bei seinem Debüt für den Verein und in der Liga erzielte er sein erstes Tor – 20 Minuten nach seiner Einwechslung – beim 1:1 am 7. August 2010 (1. Spieltag) im Auswärtsspiel gegen Wisła Krakau. Im ersten Gruppenspiel der Europa League erzielte er am 16. September 2010 in Turin beim 3:3 gegen Juventus Turin alle drei Treffer für seine Mannschaft.
Rudņevs wurde wegen seiner großen Leidenschaft und seines Kampfeswillen sowie nicht zuletzt durch seine Treffer zum Publikumsliebling bei den Anhängern von Lech Posen. So wurde er bei den Krisen der Posener nicht von den Anhängern ausgepfiffen und war auch nicht Zielscheibe von Schmähgesängen.

#### In Deutschland
Zur Spielzeit 2012/13 wechselte Rudņevs zum Hamburger SV. Dort unterschrieb er einen Kontrakt bis 2016. Am 17. August 2012 stand für den Klub in der ersten Runde des DFB-Pokals das Spiel gegen den Karlsruher SC an. Im Vorfeld des Spiels wurde Rudņevs auf die Bank verbannt, weil sein Sturmkonkurrent Marcus Berg in der Vorbereitung überzeugt hatte. Trainer Fink lobte jedoch Rudņevs’ bessere Trainingsleistungen in den letzten zwei Wochen. Er wurde im Spiel dann nach 75 Minuten für Beister eingewechselt. Das Spiel verlor der HSV 2:4 und schied aus dem Wettbewerb aus. Am 24. August 2012 machte Rudņevs sein erstes Bundesligaspiel. Am ersten Spieltag gegen den 1. FC Nürnberg wurde er in der 70. Minute für Son Heung-min eingewechselt. Im Spiel gegen Borussia Mönchengladbach (5. Spieltag am 26. September 2012) erzielte er sein erstes Tor, als er zum 2:1 traf. Drei Tage später erzielte er im Spiel gegen Hannover 96 den Siegtreffer zum 1:0 für den HSV. Am Ende seiner ersten Bundesligasaison hatte Rudņevs zwölf Tore in 34 Spielen erzielt. Der Hamburger SV belegte den siebten Platz.
Nachdem er unter dem neuen Trainer Bert van Marwijk nicht mehr richtig zum Zug gekommen und nur noch Ersatz hinter Pierre-Michel Lasogga gewesen war, wechselte Rudņevs in der Winterpause der Saison 2013/14 bis zum Saisonende auf Leihbasis zu Hannover 96. In den ersten beiden Spielen nach der Winterpause traf er jeweils einmal, verlor aber im weiteren Verlauf der Rückrunde seinen Stammplatz. Die im Vertrag festgeschriebene Kaufoption ließ Hannover 96 zum 30. April 2014 verstreichen.
Somit kehrte Rudņevs zur Saison 2014/15 zum HSV zurück. Dort war er zunächst unter Mirko Slomka und später unter Josef Zinnbauer nicht erste Wahl und saß teilweise nicht einmal auf der Bank. Am 23. November 2014 erzielte er beim 2:0-Sieg im Nordderby gegen Werder Bremen nach seiner Einwechslung in der 67. Spielminute in der 83. Spielminute den Führungstreffer und damit sein erstes Bundesligator für den HSV seit dem 11. Mai 2013, als er beim 4:1-Auswärtssieg gegen die TSG 1899 Hoffenheim am 33. Spieltag der Saison 2012/13 zum Endstand getroffen hatte.
Vor dem Beginn der Saison 2015/16 entschied sich Rudņevs gegen einen Wechsel nach Griechenland zu PAOK Thessaloniki, nachdem er beim vom Ex-HSV-Sportdirektor Frank Arnesen gemanagten Klub bereits den Medizincheck absolviert hatte. In der Hinrunde stand er bei keinem Pflichtspiel im Spieltagskader, sondern kam stattdessen zu fünf Einsätzen in der zweiten Mannschaft in der viertklassigen Regionalliga Nord, in denen ihm drei Tore gelangen. In der Rückrunde arbeitete sich Rudņevs wieder an den Kader heran und kam bis zum Saisonende auf elf Einsätze, in denen er zwei Tore erzielte. Dennoch wurde sein zum 30. Juni auslaufender Vertrag nicht verlängert.
Zur Saison 2016/17 wechselte er zum 1. FC Köln, bei dem er einen bis zum 30. Juni 2019 laufenden Vertrag erhielt. In seiner ersten Saison für die Kölner kam er zu drei Einsätzen im DFB-Pokal, aus dem der FC gegen Rudņevs' ehemaligen Verein Hamburger SV ausschied, und zu 18 Einsätzen in der Bundesliga, in denen er drei Tore erzielte. Die Kölner qualifizierten sich zum Ende der Saison für die UEFA Europa League.
Am 29. September 2017 löste Rudņevs seinen Vertrag beim 1. FC Köln aus privaten Gründen auf und beendete seine Karriere.

### Nationalmannschaft
Sein Debüt in der A-Nationalmannschaft gab Rudņevs beim Test-Länderspiel in Tallinn am 12. November 2008 beim 1:1 gegen die gastgebende Auswahl Estlands. Sein erstes Länderspieltor erzielte er am 7. Oktober 2011 in Riga im EM-Qualifikationsspiel beim 2:0-Sieg über die Auswahl Maltas mit dem Treffer zum Endstand in der 83. Minute. Er nahm mit der Nationalmannschaft vom 29. Mai bis 4. Juni 2016 am Wettbewerb um den Baltic Cup teil, der auch gewonnen wurde.

## Erfolge
FC Daugava Daugavpils
- Lettischer Pokalsieger: 2008

Nationalmannschaft
- Baltic-Cup-Sieger: 2016

Persönliche Auszeichnungen
- Torschützenkönig in der Ekstraklasa: 2012 (22 Tore)

## Sonstiges
Rudņevs wurde am 13. Januar 1988 in Daugavpils (deutsch Dünaburg) geboren und wuchs auch dort auf. Daugavpils, das im Osten Lettlands liegt, hat eine mehrheitlich russischstämmige Bevölkerung, zu der auch die Familie von Rudņevs gehört.
Er sorgte im Oktober 2012 für Kontroversen in Lettland, nachdem er in einem Interview behauptet hatte, in der lettischen Nationalelf sei es nicht entscheidend, die lettische Sprache zu beherrschen. Dafür erntete Rudņevs Kritik. Er wehrte sich gegen die Vorwürfe und sagte, dass er seine Interviews gegenüber lettischen Journalisten und Reportern lieber auf Russisch als auf Lettisch gibt, er auf dem Platz aber alles verstehe. Deswegen war er bei manchen Anhängern der lettischen Nationalelf eher unbeliebt.